# Marguerite Soeteman-Reijnen

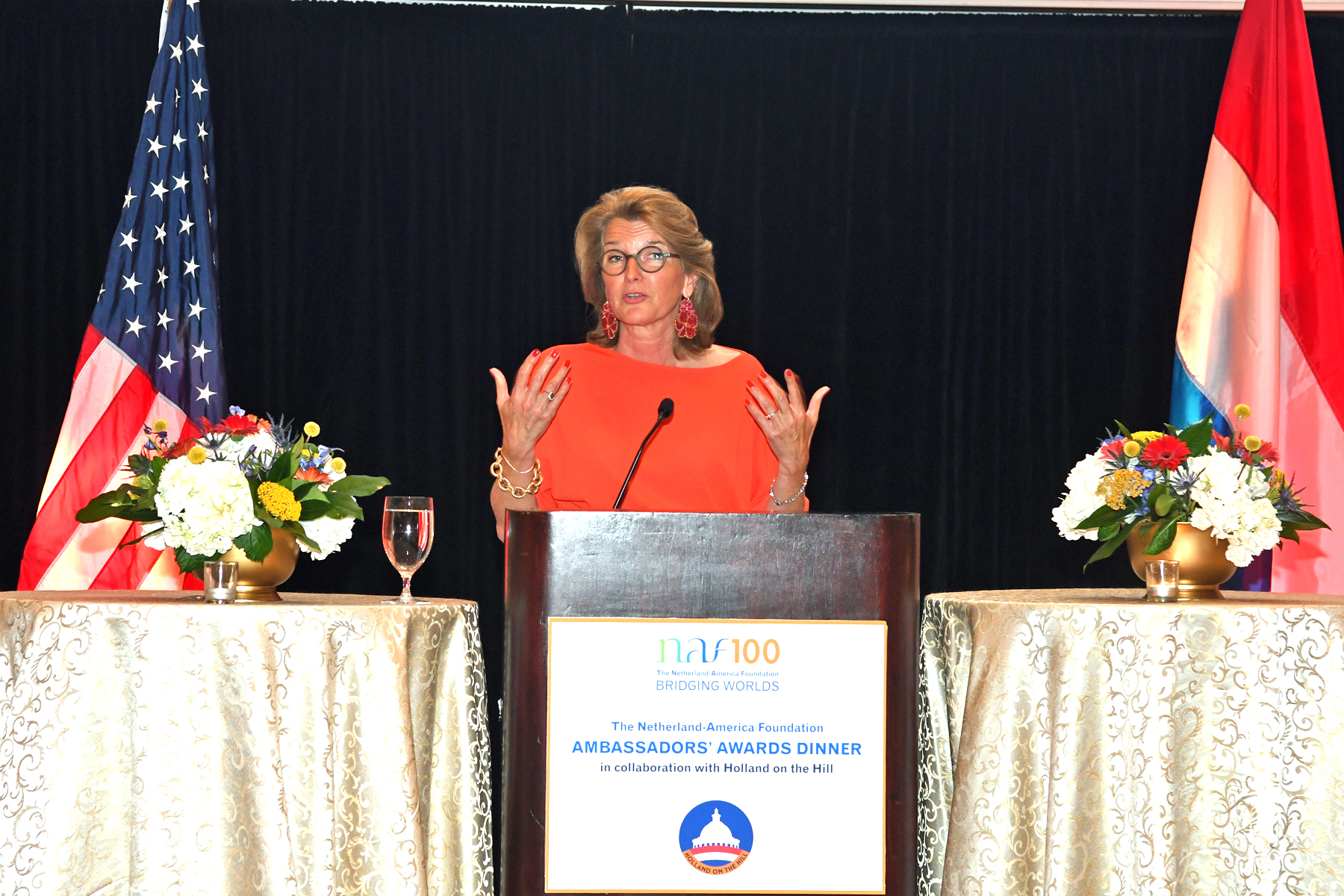
Marguerite Soeteman-Reijnen

Marguérite Gérarde Huberte Antoinette (Marguérite) Soeteman-Reijnen (Eindhoven, 21 augustus 1966) is een Nederlandse zakenvrouw, commissaris en toezichthouder. Ze is vooral bekend vanwege haar extracurriculaire inzet en activiteiten voor gendergelijkheid, diversiteit en inclusie, onder andere als voorzitter van de Raad van Advies van SER Topvrouwen en als vertegenwoordiger private sector Koninkrijk der Nederlanden bij G20 EMPOWER en diverse goede doelen.

## Levensloop
Soeteman-Reijnen behaalde haar gymnasiumdiploma aan het Augustinianum te Eindhoven. Na een jaar bedrijfskunde aan Nijenrode, begon Soeteman-Reijnen in 1986 met een studie rechten aan de Erasmus Universiteit Rotterdam. Ze studeerde in 1990 af en ging werken bij Bloemers Nassau, op de afdeling Herverzekering. In 1997 werd Bloemers & Co Herverzekering overgenomen door Aon en ving Soeteman-Reijnen haar carrière bij Aon aan.  Ze bekleedde onder meer de rol van Chief Broking Officer Aon Risk Services, Group Managing Director EMEA-regio (Europa, Midden-Oosten en Afrika) en Azië Pacific als ook Global Chief Marketing Officer van Aon's managementconsultancy tak. 
In 2013 trad ze toe tot de Executive Board van Aon Holdings B.V. / Aon Group International N.V., waarvan ze in 2016 bestuursvoorzitter werd. Aon Holdings is de (indirecte) eigenaar/aandeelhouder van meer dan 450 Aon-entiteiten in Europa, het Midden-Oosten, Afrika, Azië, Australië en de Stille Oceaan, Canada en Latijns-Amerika en consolideert ongeveer USD 7 miljard van Aon's wereldwijde omzet van USD 11 miljard. In maart 2024 nam Marguerite afscheid van Aon om zich toe te spitsen op haar portefeuille van commissariaten. 

## Diversiteit en Inclusie
Van 2005 tot 2007 was Marguerite co-chair van Aon's globale International Women’s Network. In de jaren daarna had ze zitting in Aon's Women Council.
In 2018 organiseerde Soeteman-Reijnen samen met Bianca Tetteroo (topvrouw bij Achmea) de eerste Nederlandse editie van het Dive In Festival, een jaarlijks internationaal festival in de verzekeringsindustrie waar diversiteit en inclusie centraal staat.  Specifiek vraagt Soeteman-Reijnen in de verzekeringsindustrie aandacht voor de ESG criteria en dan met name de S"  van "social" waar diversiteit onder valt. 
Eind 2019 werd ze voorzitter van Stichting Topvrouwen (Topvrouwen.nl), die ze in 2021 onder de infrastructuur van de SER bracht. Sinds maart 2021 is Soeteman-Reijnen voorzitter van de Raad van Advies van SER Topvrouwen/Diversiteitsportaal. Ze was een van de aanjagers van de "Wet Evenwichtige Verdeling M/V" die 1 januari 2022 van kracht is geworden.
Ook internationaal is ze actief op het gebied van Gender equality en Women Empowerment en regelmatig te zien op diverse podia. Samen met Manon van Beek vertegenwoordigde Soeteman-Reijnen het Koninkrijk der Nederlanden sinds 2021 bij de G20 EMPOWER alliance, tijdens de voorzitterschappen van Italië, Indonesië en India.  Tijdens de G20 “Ministerial Conference on Women’s Empowerment” in 2021 in Santa Margherita Ligure - georganiseerd door de Italiaanse G20 Presidency Mario Draghi en Minister Elena Bonetti -  vertegenwoordigde Soeteman-Reijnen de Nederlandse private sector naast Minister Van Engelshoven van OCW (namens de Nederlandse overheid). Eveneens was ze in 2023 aanwezig tijdens de conferenties in Agra en Gandhinagar (India) door G20 voorzitter India georganiseerd.     
Sinds 2023 maakt ze deel uit van de Advisory Board van Swiss Diversity een Zwitserse non-profit association die zich richt op meer diversiteit in de breedste zin (inclusief LGBTQ+ etc) in Zwitserland.     

## Privé
Soeteman-Reijnen is getrouwd en heeft twee kinderen. Samen met dochter Isabelle was ze in 2020 te zien in het NTR programma "In de beste families: Moeders" waarin ze werd geïnterviewd door Coen Verbraak. 

## Functies
- Lid Raad van Commissarissen MN (sinds januari 2025)
- Ambassadeur Female Cancer Foundation (sinds 2024)
- Lid Raad van Advies Erasmus Centre for Data Analytics (sinds 2024)
- Lid Raad van Commissarissen Siemens Nederland N.V. (sinds oktober 2023)[14][15][16]
- Lid Advisory Board Swiss Diversity (sinds 2023)
- President-Commissaris Kelp Blue (2021-2025)[17]
- Voorzitter Raad van Advies van SER Topvrouwen/ Diversiteitsportaal (sinds 2021)
- Ambassadeur UWC Maastricht (sinds 2021)
- Vertegenwoordiger van de private sector van het Koninkrijk der Nederlanden bij G20 EMPOWER, de G20 Alliance for the Empowerment and Progression of Women’s Economic Representation[18] (2021-2024)
- Lid Global Alumni Board Harvard Business School (2020-2024)
- Secretaris-Generaal van het Studiegezelschap voor Economische Politiek (sinds 2019)
- Commissaris (TAC) bij NautaDutilh (2019-2024)
- Lid Raad van Advies Stichting Rapenburg Race[19] (2018-2024)
- Lid Raad van Toezicht van Stichting Koninklijke Defensiemusea (2016-2024)
- Diverse functies Aon waarvan laatstelijk Chairman Aon Holdings en Global Chief Marketing Officer Inpoint (1990-2024)
- Voorzitter Stichting Topvrouwen/Topvrouwen.nl (2019-2021)
- Lid Board of Directors van American Chamber of Commerce in the Netherlands (2018-2023)
- Lid Comite van Aanbeveling[20], US Tour Koorschool Kathedraal Sint Bavo Haarlem (2020)
- Lid Raad van Toezicht, Gelre ZIekenhuizen (2015-2019)
- Voorzitter Raad van Toezicht, Stichting ALS (2009-2017)
- Lid Raad van Commissarissen, Madurodam (2011-2015)
- Oprichter en Voorzitter Nederlandse Reassurantie Vereniging (1997-2001)

## Onderscheidingen
- Erelid van de Nederlandse Reassurantie Vereniging
- Soeteman-Reijnen werd in 2010 uitgeroepen tot "Woman to Watch" door het internationale verzekeringsblad Business Insurance[21] en door Reactions tot  "Rising Star".
- Op 24 juni 2021 ontving Soeteman-Reijnen de Ambassador John William Middendorf II award van The Netherland America Foundation voor haar inzet voor culturele, commerciële en politieke samenwerking tussen Nederland en de VS[22]
- Soeteman-Reijnen is in zowel 2021 als 2022 opgenomen in de Top 50 Women in Sustainable Finance[23] .
- Op 20 juli 2022 werd haar een eredoctoraat, de graad doctor 'honoris causa' in de filosofie, verleend door Rai University, Ahmedabad, Gujarat, India voor haar uitzonderlijke prestaties en leiderschap op het gebied van corporate governance, diversiteit, inclusie en genderequality.
- Op 28 maart 2023 ontving ze uit handen van Feike Sijbesma de Netherlands British Chamber of Commerce (NBCC) Special (oeuvre) Award.
- Soeteman-Reijnen is in april 2023 opgenomen in de MT/Sprout Inclusive Leaders Top 30[24]
- Soeteman-Reijnen ontving uit handen van President Jasper van Ouwerkerk op 25 mei 2023 tijdens de AGM van de American Chamber of Commerce in the Netherlands (Amcham) de "Medal of Recognition for Exceptional Service to the Chamber".
- Rise & Lead verleende Marguerite en Samira Rafaela (lid van het Europees Parlement) September 2023 tijdens de jaarlijkse summit de inaugurele Changemaker Award[25]
- Op 26 april 2024 werd Marguerite voor haar activiteiten op het gebied van diversiteit en inclusie en diverse goede doelen benoemd tot Officier in de Orde van Oranje Nassau. Zij ontving de versierselen uit handen van Burgemeester Jan van Zanen in Den Haag.[26]